# Верх-Тереш
Верх-Тереш — посёлок в Прокопьевском районе Кемеровской области. Входит в состав Сафоновского сельского поселения.

## География
Центральная часть населённого пункта расположена на высоте 380 метров над уровнем моря.

## Население
По данным Всероссийской переписи населения 2010 года, в посёлке Верх-Тереш проживает 10 человек (7 мужчин, 3 женщины).